# Xenosaurer
Xenosaurer (Xenosauridae) är en familj av kräldjur i underordningen ödlor.
Familjens arter förekommer i södra Mexiko, Centralamerika (Xenosaurus) och södra Kina (Shinisaurus). De är nära släkt med kopparödlor, men deras extremiteter är väl utvecklade. Under djurens fjäll finns benplattor som inte är sammanvuxna.
Familjens medlemmar har en kropp med mörk grundfärg, ibland med ljusa eller färgglada band eller strimmor. Längden är vanligen omkring 30 cm eller kortare.
Arter som tillhör släktet Xenosaurus äter främst insekter som ibland kompletteras med små ryggradsdjur. 
Släktet Shinisaurus har grodor, paddor och små fiskar som föda. Individer som tillhör familjen är aktiva mellan skymningen och gryningen eller bara på natten. Arterna i Shinisaurus vistas ofta i vatten, bland annat för att undvika fiender. Honor föder levande ungar (vivipari) och en kull har vanligen upp till 5 eller sällan upp till 20 ungar.
Familjen delas i två underfamiljer med var sitt släkte.
- Shinisaurinae
  - Shinisaurus
- Xenosaurinae
  - Xenosaurus

Denna taxonomi är omstridd. The Reptile Database listar bara släktet Xenosaurus i familjen. Shinisaurus listas istället i familjen Shinisauridae.